# Génie du christianisme
Publié en France en 1802, le Génie du christianisme est un ouvrage apologétique écrit entre 1795 et 1799 par François-René de Chateaubriand, alors en exil en Angleterre. Dans cette œuvre, Chateaubriand entreprend de défendre la sagesse et la beauté de la religion chrétienne, remise en cause par la philosophie des Lumières, puis par la tourmente révolutionnaire.
Cette œuvre est le premier grand succès littéraire de Chateaubriand, et a eu une influence considérable dans l’histoire des idées littéraires et religieuses en France au XIXe siècle.

## L’œuvre

### Présentation
Revenant à la foi de son enfance pendant l’écriture du Génie du christianisme, rédigé à la suite de la mort de sa mère et de sa sœur (« Je suis devenu chrétien. Je n’ai point cédé, je l’avoue, à de grandes lumières surnaturelles ; ma conviction est sortie de mon cœur : j’ai pleuré et j’ai cru »).
Dans un contexte où la révolution française et les philosophes des Lumières ont provoqué une éclipse de la religion, Chateaubriand cherche à « prouver que, de toutes les religions qui ont jamais existé, la religion chrétienne est la plus poétique, la plus humaine, la plus favorable à la liberté, aux arts et aux lettres; que le monde moderne lui doit tout, depuis l'agriculture jusqu'aux sciences abstraites; depuis les hospices pour les malheureux jusqu'aux temples bâtis par Michel-Ange et décorés par Raphaël ».
Dans cet objectif, il s’intéresse en particulier aux apports artistiques de la religion chrétienne, les comparant à ceux des civilisations antiques et païennes. L’idée principale du livre est en effet que « seul le christianisme explique le progrès dans les lettres et arts ».
Chateaubriand reproche aux écrivains du XVIIIe siècle (philosophes des Lumières) d’avoir méconnu Dieu, à l’exception de Rousseau, qui aurait eu une « ombre de religion ». Ainsi, pour Chateaubriand, Voltaire auteur tragique est inférieur à Racine car Voltaire n’est pas chrétien : "Si Voltaire eût été animé par la religion comme l’auteur d’Athalie ; s’il eût étudié comme lui les Pères et l’antiquité ; s’il n’eût pas voulu embrasser tous les genres et tous les sujets, sa poésie fût devenue plus nerveuse, et sa prose eût acquis une décence et une gravité qui lui manquent trop souvent. Ce grand homme eut le malheur de passer sa vie au milieu d’un cercle de littérateurs médiocres, qui, toujours prêts à l’applaudir, ne pouvaient l’avertir de ses écarts."
Dans ses premières éditions, le Génie du christianisme comprenait les récits Atala et René.

### Contenu
- Première partie : Dogmes et doctrines. Beauté et noblesse morale du Christianisme vu à travers
  - ses mystères : Trinité, Rédemption, Incarnation,
  - ses sacrements du Baptême à l'Extrême-onction,
  - ses vertus : Foi, Espérance et Charité,
  - la Vérité des écritures (en dépit des objections scientifiques de l'époque) : Péché originel, Déluge.
- Deuxième partie : Poétique du Christianisme.
  - Chateaubriand compare les œuvres d'écrivains anciens aux œuvres d'écrivains chrétiens, et tente de montrer que ces derniers ont mieux dépeint les époux, le père et la mère, le fils et la fille, le prêtre et le guerrier.
  - Changement des rapports des passions par la redéfinition des bases du vice et de la vertu, et le christianisme est en lui-même une passion qui fournit « des trésors immenses au poète ».
  - Christianisme à l'origine de la mélancolie moderne, et nous rend plus sensible aux beautés de l'Univers en bannissant le paganisme.
  - Comparaison victorieuse entre la Bible et Homère.
- Troisième partie : Beaux-arts et littérature.
  - Le Christianisme a inspiré les plus grands peintres et sculpteurs, leur fournissant « des sujets plus beaux, plus dramatiques, plus touchants que les sujets mythologiques ».
  - Exemple d'inspiration architecturale : la cathédrale gothique.
  - Le christianisme n'est pas hostile à la « vraie philosophie » et au progrès scientifique. Selon lui, il a inspiré
    - la philosophie de Bacon, Newton, Leibniz, Malebranche, La Bruyère, Pascal,
    - des historiens comme Bossuet,
    - des orateurs comme les pères de l’Église, Bossuet ou Massillon.

  - Harmonie de la religion chrétienne avec les scènes de la nature et les passions du cœur humain.
- Quatrième partie : Culte.
  - Charme poétique des solennités religieuses, chants, cloches, tombeaux et cimetières.
  - Services rendus à la société par le clergé, missionnaires, ordres militaires.

## Commentaires
Selon Lagarde & Michard, l'apologie du Christianisme est volontairement peu rationnelle. Les difficultés de l'exégèse biblique sont sous-estimées et le christianisme est souvent confondu avec une sorte de religion naturelle. Les preuves de l'existence de Dieu semblent parfois "puériles" ou "contestables". Enfin, il semble que, pour Chateaubriand, démontrer la beauté d'une religion revient à en démontrer la vérité.
Mais, toujours selon eux, l'objectif de Chateaubriand n'était pas de réaliser un travail de théologien, mais de « porter un grand coup au cœur et de frapper vivement l'imagination », et était en ce sens tout à fait adapté au contexte sociétal de 1802. L'influence considérable de cet ouvrage montre qu'il y a parfaitement réussi. 
Il s'agit surtout de l’œuvre d'un artiste, décrivant en tableaux et méditations, reconnus maintenant d'une grande perfection littéraire, les sentiments qu'inspire la nature, le charme mélancolique des ruines, la simplicité rustique des cérémonies religieuses...

## Influences

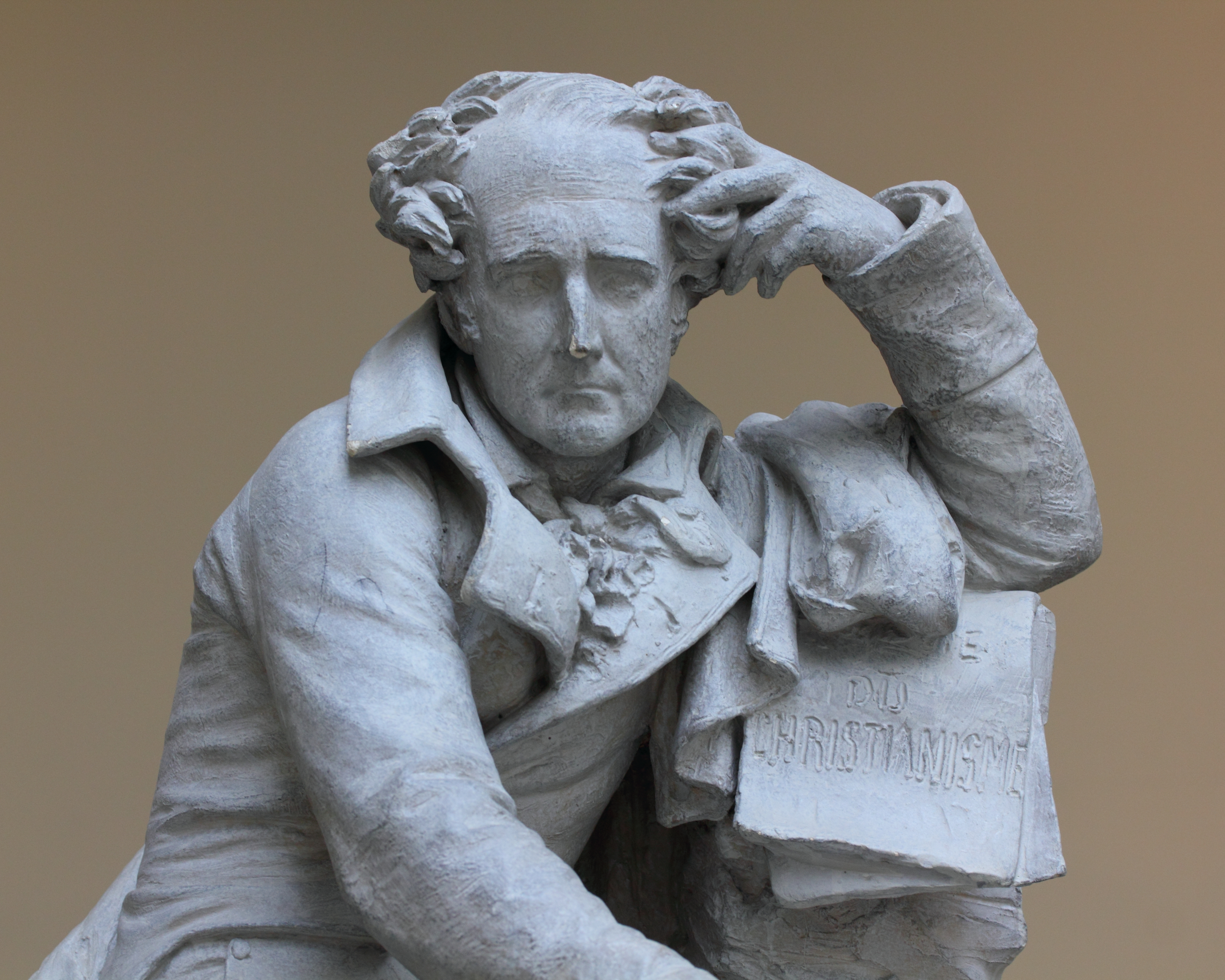
Chateaubriand représenté à côté du Génie du christianisme, Aimé Millet, 1875.

L’œuvre paraît à Paris en 1802, quatre jours avant le Concordat. Chateaubriand a pu se vanter d'avoir « rouvert les églises » par l'influence de ce livre, mais elles l'étaient déjà depuis plusieurs années.
Le Génie du christianisme a eu une influence considérable dans l’histoire des idées littéraires et religieuses en France au XIXe siècle.
Concernant la littérature, à la suite de Germaine de Staël, il rompt avec les conventions classiques faisant appel à la mythologie et poursuit la querelle des Anciens et des Modernes en glorifiant de nouvelles sources d’inspiration comme l'art gothique ou les grandes épopées médiévales. Méditant sur la beauté des ruines (qui rendent obsédante la question de la mort), il annonce le goût romantique pour celles-ci.
Il révèle aussi de grandes épopées étrangères de Dante, du Tasse et de John Milton.
L’œuvre est écrite dans un style classique, mais montre une sensibilité préromantique qui va influencer le romantisme français.
Surtout, cette œuvre a modelé le mouvement religieux français du XIXe siècle. Il a inspiré de nombreux auteurs, dont Dom Guéranger et Félicité Robert de Lamennais.